# 山科三郎
山科 三郎（やましな さぶろう、1933年 - ）は、日本の哲学研究者。

## 経歴
樺太生まれ。東京教育大学大学院修士課程修了。労働者教育協会常任理事。日本共産党。

## 著書
- 『現代教育のイデオロギー構造』青木書店 1973
- 『日本型トロツキズム』新日本新書 1973
- 『青年の自立と人間性 労働と愛と連帯と』青木書店 1979
- 『青春と哲学の出会い "わたし"とは何か』一光社 新・青春ゼミ 1981
- 『現代教育思想と人間形成 社会・教育・文化をめぐる対決と課題』労働旬報社 1982
- 『人間の尊さとはなにか 戦争責任・暴力・人間形成』青木書店 1983
- 『教育臨調と学校・地域 「草の根保守主義」の動向』あゆみ出版 子どもと生きる 1985
- 『人間発達の哲学 いまある自分をのりこえるために』青木書店 1986
- 『21世紀を生きる日本人とは 新学習指導要領をよむ』学習の友社 1990
- 『自由時間の哲学 生の尊厳と人間的共同』青木書店 1993

### 共編著
- 『トロツキズム』川上徹共編 新日本新書 1968
- 『安保条約下の教育』伊ケ崎暁生共著 新日本新書 1969
- 『国際勝共連合 その「理論」と危険なねらい』畑田重夫共編著 学習の友社 1979
- 『共働きの子育て』深谷鋿作共編著 学習の友社 1982
- 『徹底批判『国民の道徳』』浜林正夫共編 大月書店 2001
- 『ナショナリズムと戦争』後藤道夫共編 大月書店 講座戦争と現代 2004
- 『ジェンダー視点から戦後史を読む』米田佐代子,大日方純夫共編著 大月書店 2009

## 論文
- <山科三郎